# Сопіла
Сопіла (на Істрії також відомі як роженіце) — стародавній традиційний духовий інструмент Хорватії, подібний до гобоя або шалмею. Широко використовується в регіонах Кварнер, Кастав, Винодол, на острові Крк та в Істрії. Сопіли завжди грають у парі: велика і мала (або товста і тонка) сопіла. Вони мають характерне пронизливе, різке звучання, здатне створювати унікальні музичні ефекти. У сучасній музиці Кварнера це звучання часто імітується за допомогою модифікованого кларнета з подвійним язичком (тростиною) або сопрано-дульзайни.
Роженіце — варіант назви, поширений на Істрії. За конструкцією і принципом гри вона майже не відрізняється від сопіли з острова Крк. Роженіці також завжди грають у парі — велика і мала, зберігаючи традиційне пронизливе звучання та здатність виконувати складні мелодії. 
Обидві сопіли мають подвійну тростину і шість отворів для пальців. У малої сопіли отвори розташовані рівномірно, тоді як у великої — згруповані по три. Інструмент виготовляється з дерева, найчастіше з твердих порід.
Сопіла є важливою частиною народної музичної традиції Істрії, Кварнера та острова Крк, де використовується переважно для супроводу танців. Звучання інструмента ґрунтується на особливій істрійській гамі.

## Дивіться також
- Сона
- Сурма
- Туйдук
- Шоломія